# Lijst van families van hagedissen
Onderstaand een overzicht van de verschillende families van hagedissen ingedeeld naar infra-orde. Superfamilies zijn voor het overzicht weggelaten. De slangen zijn niet opgenomen, waardoor onderstaande indeling parafyletisch is. Ook uitgestorven groepen van hagedissen zijn niet opgenomen.
| Infra-orde Iguania Cope, 1864: Leguaanachtigen (14 families)              | Infra-orde Iguania Cope, 1864: Leguaanachtigen (14 families) | Infra-orde Iguania Cope, 1864: Leguaanachtigen (14 families) | Infra-orde Iguania Cope, 1864: Leguaanachtigen (14 families) | Infra-orde Iguania Cope, 1864: Leguaanachtigen (14 families) |
| Familie                                                                   | Nederlandse naam                                             | Beschrijving | Voorbeeldsoort                                               | Afbeelding voorbeeldsoort                                    |
| ------------------------------------------------------------------------- | ------------------------------------------------------------ | --- | ------------------------------------------------------------ | ------------------------------------------------------------ |
| Agamidae Gray, 1827                                                       | Agamen                                                       | Een middelgrote familie van ongeveer 485 soorten, die wereldwijd voorkomen behalve in Noord en Zuid-Amerika. De meeste soorten blijven klein, er is een grote verscheidenheid en enkele soorten zijn erg bekend zoals de kraaghagedis en de bergduivel.                                                               | Baardagame (Pogona vitticeps)                                |                                                              |
| Chamaeleonidae Gray, 1825                                                 | Kameleons                                                    | Kameleons zijn een van de bekendere families van hagedissen, er zijn zo'n 205 soorten die voorkomen in Afrika, Azië en Europa. De meeste soorten blijven klein, enkele kunnen bijna een meter lang worden. | Stekelkameleon (Furcifer verrucosus)                         |                                                              |
| Corytophanidae Smith & Brodie, 1982                                       | Helmleguanen en basilisken                                   | Er zijn 9 soorten die allemaal een duidelijk zichtbare kam op de kop dragen. De helmleguanen loeren vaak doodstil op prooien, net zoals kameleons. Basilisken staan bekend om hun vermogen over water te rennen. | Kroonbasilisk (Basiliscus plumifrons)                        |                                                              |
| Crotaphytidae Smith & Brodie, 1982                                        | Luipaard- en halsbandleguanen                                | Deze kleine familie telt 12 soorten die voorkomen in noordelijk Afrika. Het zijn bodembewoners die zeer snel kunnen rennen. | Halsbandleguaan (Crotaphytus collaris)                       |                                                              |
| Dactyloidae Fitzinger, 1843                                               | Anolissen                                                    | Deze grote familie telt ongeveer 425 soorten die voorkomen in zuidelijk Noord-Amerika, Midden-Amerika en delen van Zuid-Amerika. Het zijn boombewonende hagedissen die zeer behendig kunnen klimmen. | Roodkeelanolis (Anolis carolinensis)                         |                                                              |
| Hoplocercidae Frost & Etheridge, 1989                                     | Boom- en doornstaartleguanen                                 | Er zijn ongeveer 20 soorten die leven in bossen in Midden- en Zuid-Amerika: van Panama tot Peru. De soorten worden ongeveer 30 centimeter lang en zijn bodembewonend. | Enyalioides palpebralis                                      |                                                              |
| Iguanidae Oppel, 1811                                                     | Leguanen                                                     | Leguanen komen voor in Noord- en Zuid-Amerika en leven in bomen in tropische gebieden. Er zijn ongeveer 45 soorten, die middelgroot tot groot worden, sommige worden meer dan een meter lang. | Groene leguaan (Iguana iguana)                               |                                                              |
| Leiocephalidae Frost & Etheridge, 1989                                    | Maskerleguanen                                               | Deze familie wordt ook wel krulstaartleguanen genoemd vanwege de typische staart. Er zijn ongeveer 30 soorten die leven in het Caribisch gebied. Alle soorten blijven klein, enkele hebben een stekelkam op de staart. De Nederlandse naam is te danken aan de gevlekte kop.                                          | Krulstaartleguaan (Leiocephalus carinatus)                   |                                                              |
| Leiosauridae Frost et al, 2001                                            | Onechte anolissen                                            | De ongeveer 30 soorten leven in het noorden van Zuid-Amerika. De soorten lijken wat op anolissen maar zijn niet altijd boombewonend, een keelzak ontbreekt. | Pristidactylus achalensis                                    |                                                              |
| Liolaemidae Frost & Etheridge, 1989                                       | Aardleguanen                                                 | Er zijn ongeveer 305 soorten, die leven in Zuid-Amerika. De meeste soorten blijven klein en zijn bodembewonend. | Liolaemus nitidus                                            |                                                              |
| Opluridae Titus & Frost, 1996                                             | Madagaskarleguanen                                           | Er zijn slechts acht soorten, die alleen leven op het Afrikaanse eiland Madagaskar en de omliggende eilandengroep Comoren. | Madagaskar-halsbandleguaan (Oplurus cuvieri)                 |                                                              |
| Phrynosomatidae Fitzinger, 1843                                           | Stekelleguanen                                               | Er zijn 155 soorten, die voorkomen in Noord-Amerika en het noorden van Zuid-Amerika. Alle soorten zijn bodembewonend, de padhagedissen uit het geslacht Phrynosoma zijn het bekendst. | Texaanse padhagedis (Phrynosoma cornutum)                    |                                                              |
| Polychrotidae Fitzinger, 1843                                             | geen                                                         | Deze soorten leven met name in Midden- en Zuid-Amerika, het zijn uitgesproken boombewoners. Er zijn acht verschillende soorten die ongeveer 20 tot 30 centimeter lang worden. | Polychrus acutirostris                                       |                                                              |
| Tropiduridae Bell, 1843                                                   | Kielstaartleguanen                                           | Deze familie telt ongeveer 135 soorten die leven in Zuid- en Midden-Amerika. Alle soorten blijven klein en hebben een lange staart. | Microlophus peruvianus                                       |                                                              |
| Infra-orde Gekkota Cuvier, 1817: Gekko's, zeven families                  |                                                              | |                                                              |                                                              |
| Familie                                                                   | Nederlandse naam                                             | Beschrijving | Voorbeeldsoort                                               | Afbeelding voorbeeldsoort                                    |
| Carphodactylidae Kluge, 1987                                              | geen                                                         | Er zijn 30 soorten, die allemaal voorkomen in Australië. | Carphodactylus laevis                                        |                                                              |
| Diplodactylidae Underwood, 1954                                           | geen                                                         | Er zijn ongeveer 150 soorten die voorkomen in Australië, Nieuw-Zeeland en Nieuw-Caledonië. | Lucasium damaeum                                             |                                                              |
| Eublepharidae Boulenger, 1883                                             | geen                                                         | Er zijn ongeveer 35 soorten, die voorkomen in delen van Afrika, Azië en Noord-Amerika. | Gebandeerde gekko (Coleonyx variegatus)                      |                                                              |
| Gekkonidae Gray, 1825                                                     | Gekko's                                                      | Gekko's zijn met 1130 soorten een van de grootste families. De hagedissen zijn primitief, maar hebben enkele bijzondere kenmerken, zoals de hechtlamellen onder de tenen en het ontbreken van beweeglijke oogleden. De gekko's hebben een wereldwijde verspreiding, de meeste soorten zijn nachtactief.               | Goudstofdaggekko (Phelsuma laticauda)                        |                                                              |
| Phyllodactylidae Gamble, Bauer, Greenbaum & Jackman, 2008                 | geen                                                         | Er zijn ongeveer 140 soorten, die voorkomen in Europa, Afrika en het Midden-Oosten. | Muurgekko (Tarentola mauritanica)                            |                                                              |
| Pygopodidae Boulenger, 1884                                               | Heuppotigen                                                  | De ongeveer vijftig verschillende soorten komen voor in Australië en Indonesië | Pygopus lepidopodus                                          |                                                              |
| Sphaerodactylidae Underwood, 1954                                         | geen                                                         | Er zijn 215 soorten, die vrijwel wereldwijd voorkomen, behalve in Australië. | Witkeeldaggekko (Gonatodes albogularis)                      |                                                              |
| Infra-orde Dibamia Gasc, 1968: één familie                                |                                                              | |                                                              |                                                              |
| Familie                                                                   | Nederlandse naam                                             | Beschrijving | Voorbeeldsoort                                               | Afbeelding voorbeeldsoort                                    |
| Dibamidae Boulenger, 1884                                                 | Slanghazelwormen                                             | Er zijn ongeveer 25 soorten die bodembewonend zijn en voorkomen in Midden-Amerika. Veel soorten zijn formicivoor en leven van mieren en termieten. | Anelytropsis papillosus                                      |                                                              |
| Infra-orde Scincomorpha Camp, 1923: Skinkachtigen, acht families          |                                                              | |                                                              |                                                              |
| Familie                                                                   | Nederlandse naam                                             | Beschrijving | Voorbeeldsoort                                               | Afbeelding voorbeeldsoort                                    |
| Alopoglossidae Pellegrino, Rodrigues, Yonenaga-Yassuda & Sites, 2001      | geen                                                         | Er zijn ongeveer 25 soorten die voorkomen in delen van Midden- en Zuid-Amerika. | Alopoglossus festae                                          |                                                              |
| Cordylidae Mertens, 1937                                                  | Gordelstaarthagedissen                                       | De meeste soorten leven in zuidelijk Afrika, enkele komen noordelijker voor. Alle ongeveer 70 soorten zijn bodembewonend en hebben een gepantserde staart. | Reuzengordelstaarthagedis (Cordylus giganteus)               |                                                              |
| Gerrhosauridae Fitzinger, 1843                                            | Schildhagedissen                                             | Schildhagedissen danken hun naam aan de gepantserde huid, waardoor ze erg zwaar en log zijn. Er zijn ongeveer 40 soorten die leven in Afrika inclusief Madagaskar. | Soedanese schildhagedis (Gerrhosaurus major)                 |                                                              |
| Gymnophthalmidae Merrem, 1820                                             | Brilhagedissen                                               | Deze relatief onbekende familie telt ongeveer 240 soorten, die voorkomen van zuidelijk Noord-Amerika tot noordelijk Zuid-Amerika. | Leposoma rugiceps                                            |                                                              |
| Lacertidae Oppel, DAT                                                     | Echte hagedissen                                             | Echte hagedissen komen oorspronkelijk voor in Europa, 4 van de 5 in Nederland en België levende hagedissen behoren tot deze groep. De ongeveer 330 soorten zijn zowel bodembewonend als klimmend. | Muurhagedis (Podarcis muralis)                               |                                                              |
| Scincidae Gray, 1825                                                      | Skinken                                                      | Skinken hebben een gladde huid en een gestroomlijnd lichaam. Sommige soorten hebben geen pootjes en bewegen zich voort zoals slangen. Er zijn ruim 1635 soorten, die kosmopolitisch zijn. | Apothekersskink (Scincus scincus)                            |                                                              |
| Teiidae Gray, 1827                                                        | Tejuhagedissen                                               | Tejuhagedissen lijken uiterlijk op echte hagedissen, maar komen voor in Noord- en Zuid-Amerika de echte hagedissen komen hier niet voor. Er zijn ongeveer 160 soorten. Enkele soorten staan bekend als zeer snel, zoals het wenkpootje.                                                                               | Kaaimanteju (Dracaena guianensis)                            |                                                              |
| Xantusiidae Baird, 1858                                                   | Nachthagedissen                                              | Nachthagedissen zijn een ongeveer 35 soorten tellende familie waarvan lange tijd verondersteld werd dat ze nachtactief zijn. Tegenwoordig is bekend dat de hagedissen uit deze familie een zeer verborgen levenswijze hebben, evenals een zeer traag metabolisme, maar net als andere hagedissen overdag actief zijn. | Woestijnnachthagedis (Xantusia vigilis)                      |                                                              |
| Infra-orde Diploglossa Cope, 1864: Hazelwormachtigen, vier families       |                                                              | |                                                              |                                                              |
| Familie                                                                   | Nederlandse naam                                             | Beschrijving | Voorbeeldsoort                                               | Afbeelding voorbeeldsoort                                    |
| Anguidae Gray, 1825                                                       | Hazelwormen                                                  | Hazelwormen hebben geen poten en bewegen zich op een slang-achtige wijze voort. Ze leven vaak van slakken en andere bodembewonende prooien. Er zijn ongeveer 80 soorten. Één soort komt ook voor in Nederland en België: de hazelworm.                                                                                | Hazelworm (Anguis fragilis)                                  |                                                              |
| Anniellidae Boulenger, 1885                                               | Pootloze hagedissen                                          | Deze familie bestaat uit slechts zes soorten, die 's nachts actief zijn en zich overdag verstoppen onder de grond. Er is verder weinig bekend over deze hagedissen. | Californische pootloze hagedis (Anniella pulchra)            |                                                              |
| Diploglossidae Bocourt, 1873                                              | geen                                                         | Deze familie bestaat uit meer dan 50 soorten die voorkomen in delen van Midden- en Zuid-Amerika. | Fijngestreepte galliwasp (Diploglossus lessonae)             |                                                              |
| Xenosauridae Cope, 1886                                                   | Knobbelhagedissen                                            | Knobbelhagedissen danken hun naam aan de benige insluitingen van de huid, osteodermen genaamd. Ze zijn hierdoor sterk bepantserd maar ook erg zwaar. Knobbelhagedisen leven in Midden-Amerika | Grote knobbelhagedis (Xenosaurus grandis)                    |                                                              |
| Infra-ordePlatynota Duméril & Bibron, 1836: Varaanachtigen, vier families |                                                              | |                                                              |                                                              |
| Familie                                                                   | Nederlandse naam                                             | Beschrijving | Voorbeeldsoort                                               | Afbeelding voorbeeldsoort                                    |
| Helodermatidae Wiegmann, 1829                                             | Korsthagedissen                                              | Deze familie telt slechts twee soorten, die allebei leven in de woestijn van Mexico en al sinds lange tijd beschouwd worden als zeer giftig. Recentelijk is beschreven dat meer hagedissen giftig zijn, maar de gevolgen van een beet zijn niet te vergelijken met die van de korsthagedissen.                        | Gilamonster (Heloderma suspectum)                            |                                                              |
| Lanthanotidae Steindachner, 1877                                          | Dove varanen                                                 | Deze familie wordt slechts vertegenwoordigd door één enkele soort: de dove varaan (Lanthanotus borneensis). Deze bijzondere soort komt alleen voor op Borneo en wordt beschouwd als levend fossiel. | Dove varaan (Lanthanotus borneensis)                         |                                                              |
| Shinisauridae Ahl, 1930                                                   | geen                                                         | Deze familie wordt slechts vertegenwoordigd door één enkele soort: de Chinese krokodilstaarthagedis. Deze soort komt alleen voor in China en Vietnam. | Chinese krokodilstaarthagedis (Shinisaurus crocodilurus)     |                                                              |
| Varanidae Hardwicke & Gray, 1827                                          | Varanen                                                      | Varanen zijn een familie van tachtig soorten die voorkomen in Azië, Afrika en Australië. De grootste soorten hagedissen behoren tot de varanen, zoals de komodovaraan en de Papoeaanse varaan. | Komodovaraan (Varanus komodoensis)                           |                                                              |